# Glimåkra
Glimåkra ist ein Ort (tätort) in der Provinz Skåne län und der historischen Provinz Schonen. Der Ort in der Gemeinde Östra Göinge entstand entlang der Eisenbahnstrecke Kristianstad-Immeln, die 1886 nach Glimåkra verlängert wurde. Heute spielt die Eisenbahn keine Rolle mehr für den Ort, da der Personenverkehr 1969 und der Güterverkehr 1978 eingestellt wurden.
Bis 1974 bildete der Ort eine eigene Gemeinde, bevor diese in der heutigen Gemeinde Östra Göinge aufging. Vor der Bildung von Skåne län gehörte Glimåkra zum damaligen Kristianstads län.